# 瓦赫特贝克
瓦赫特贝克（荷蘭語：Wachtebeke，荷蘭語發音：[ˈʋɑxtəbeːkə]）是比利时弗拉芒大區东佛兰德省根特區的一个市镇，北与荷兰接壤，通行荷蘭語，是弗拉芒社群的一部分，面积34.63平方千米，人口7,683人（2018年1月1日）。